# 爆裂魔女
《爆裂魔女》是輝幻網絡開發的一款清版射擊遊戲，遊戲在中國大陸由Bilibili代理營運，台灣由艾瑞爾網路代理營運。故事講述居住在夜鶯森林的魔女們抵抗侵蝕世界的深淵，追求被掩埋的真相。

## 遊戲系統
《爆裂魔女》採用彈幕遊戲和養成遊戲玩法。玩家在遊戲中扮演魔女導師，為了扭轉魔女在人間遭到歧視和壓迫的地位，在夜鶯森林培養魔女。在戰鬥模式，每次戰鬥玩家可以派出3名魔女參展，每個角色擁有生命值，神火和精力數值，生命值代表角色可以承受多少次攻擊，神火數值控制技能觸發條件，精力限制是每個角色的登場時間。遊戲中有六種彈幕，每一種的彈幕數量、射速和覆蓋範圍都能在後期進行強化，還有一個三角屬性相生相剋系統。角色有裝備系統和技能系統，裝備通過副本和商店購買，每個角色可以裝備五個武器，武器除了能升級，還能鑲嵌屬性石強化。

## 開發及發行
《爆裂魔女》由輝幻網絡開發，遊戲的創作靈感源於製作人在2017年第一次創業失敗後的某個失眠夜晚，製作人構思出魔女面對強大敵人的彈幕遊戲，最早於2018年2月10日在TapTap展開首輪測試，同年4月正式立案開發。2019年11月獲得遊戲版號，可以在中國大陸商業發行。2020年1月展開新一輪封閉測試，應對玩家先前反饋故事模式和戰鬥直接關聯性較弱，專案組在新的測試中發佈更多角色，豐富內容，未來計劃為所有角色增加Q版3D模型，並增加音樂廳玩法，魔女各自擅長一種樂器，玩家可以通過演奏曲目獲得獎勵。2020年5月，由两点十分动漫製作的宣傳動畫發佈，同年6月製作人大雄表示推遲公測時間，遊戲將大幅度重構。最後改為2021年10月15日公測，公測版本只保留原版本四成的內容，其餘均重構，修改的內容包括用戶界面和角色立繪等內容，專案組也優化了彈幕的光效，讓不同種類的彈幕更具辨識度。角色的所有技能觸發方式改為自動釋放，此外還放寬了通關時間限制和滿分通關達成的條件，以降低玩家操作難度。
遊戲在測試階段的代理營運方為2144遊戲網（聖劍網絡），正式公測時的營運方為Bilibili。港澳台地區的代理營運方為巨人网络，台灣的代理方為艾瑞爾網路，台灣服於2022年4月7日公測。在遊戲上線不到一個月，遊戲美術在個人微博賬號上吐槽玩家審美，引發玩家的聲討，11月10日專案組發表道歉聲明，並表示相關美術已經離開。2022年10月8日，遊戲台服停運。中國大陸服則在2023年5月30日停運。
遊戲的電腦單機版於2022年7月21日在Steam發行。

## 評價及反響

### 評價
《爆裂魔女》作為Bilibili首款代理的清版射擊遊戲，獲得一些中文遊戲媒體的關注。遊戲的哥特風格獲得正面的評價，遊戲大觀、遊戲陀螺、17173評論員認為哥特風能增加遊戲在一眾二次元風格遊戲中辨識度。
17173評論員稱讚遊戲在彈幕遊戲玩法上的創新，傳統彈幕遊戲角色只有一條命，玩家有較高的學習成本，《爆裂魔女》加入血槽概念降低遊戲難度。GameRes游资网的編輯浔阳則批評《爆裂魔女》犯了不少二次元風格遊戲的錯誤，包括角色培養成本過高，平衡性不足，抽卡體驗不佳等等，面對玩家對角色強度的質疑，專案組也沒有認真回應。

### 商業表現
遊戲公測初期曾登上TapTap熱門榜，也曾獲得App Store的當日推薦，登上App Store暢銷榜前50，之後不斷下滑，2022年9月之後不再上榜。

## 外部連結
- 官方网站